# Красное (озеро, Орловская область)
Кра́сное — озеро карстового происхождения на западной окраине посёлка городского типа Хотынец Орловской области России. Охранялось государством с 1996 по 2008 год в статусе гидрологического памятника регионального значения «Озеро Красное».

## Описание
Расположено озеро в западной части районного центра Хотынец.
Имеет овальную форму, непроточное. Впадающих рек нет. Площадь поверхности составляет 6 га, глубина около 10 м. По минеральному составу относится к пресным озёрам. Уровень воды постоянный. Дно у берегов илистое. Питание осуществляется за счёт подземных вод, а также атмосферных осадков и таяния снега.
Используется как место отдыха, для купания и ловли рыбы.

## Происхождение
По происхождению озеро ледниковое, лежащее в центре карстовой воронки с каменными стенами (лабиринтами), обнаруженными аквалангистами, что является опасностью для подводного плавания.

## Флора
Прибрежная флора представлена рядом деревьев и кустарников ивы ломкой и прутовидной, растущих узкой полосой по северо-западному и восточному берегу озера по урезу воды. Травянистая растительность из камыша и осоки неширокой полосой 10-15 м произрастает по северо-восточному и южному берегу озера.

## Фауна
Представителями фауны являются чайки.

## Ихтиофауна
Основным обитателем озера является карась.

## Охрана
Озеро Красное относится к особо охраняемой природной территории и имеет статус памятника природы регионального значения. Площадь охранной зоны — 6,2 га.